# Inni
Inni — концертный кино-альбом исландской группы Sigur Rós, выпущенный в конце 2011 года.

## Об альбоме
Съемки концерта осуществлялись под руководством режиссёра Винсента Морисса и проходили в Александра-паласe в 2008 году. Альбом вышел 7 ноября 2011 года в различных форматах, включая винил, DVD, Blu-ray и CD.
Телевизионная и театральная версия транслировались по всему миру с конца 2011 года.
Альбом содержит живые записи со всех альбомов, но преимущество отдано для песен с последнего тогдашнего альбома Með suð í eyrum við spilum endalaust. Две песни, «Ný Batterí» и «Festival», были выложены на официальном сайте группы для свободного скачивания. «E-Bow» была также доступна для загрузки с предварительного заказа альбома.

## Список композиций фильма
1. «Ný batterí»
2. «Svefn-g-englar»
3. «Fljótavík»
4. «Inní mér syngur vitleysingur»
5. «Sæglópur»
6. «Festival»
7. «E-Bow»
8. «Popplagið»
9. «Lúppulagið»

## Список композиций CD
| №  | Название                                                                   | Перевод на английский[*]   | Длительность |
| -- | -------------------------------------------------------------------------- | -------------------------- | ------------ |
| 1. | «Svefn-g-englar (from Ágætis byrjun, 1999)»                                | Sleepwalkers               | 10:12        |
| 2. | «Glósóli (from Takk..., 2005)»                                             | Glowing Sole               | 6:52         |
| 3. | «Ný batterí (from Ágætis byrjun)»                                          | New Batteries              | 8:38         |
| 4. | «Fljótavík (from Með suð í eyrum við spilum endalaust, 2008)»              |                            | 3:38         |
| 5. | «Við spilum endalaust (from Með suð í eyrum við spilum endalaust)»         | We Play Endlessly          | 3:58         |
| 6. | «Hoppípolla (from Takk…)»                                                  | Hopping in Puddles         | 4:13         |
| 7. | «Með blóðnasir (from Takk…)»                                               | I Have a Nosebleed         | 2:22         |
| 8. | «Inní mér syngur vitleysingur (from Með suð í eyrum við spilum endalaust)» | Within Me, a Lunatic Sings | 4:08         |
| 9. | «E-Bow (from ( ), 2002)»                                                   |                            | 9:09         |

| №  | Название                                                  | Перевод на английский[*] | Длительность |
| -- | --------------------------------------------------------- | ------------------------ | ------------ |
| 1. | «Sæglópur (from Takk…)»                                   | Lost at Sea              | 7:40         |
| 2. | «Festival (from Með suð í eyrum við spilum endalaust)»    |                          | 7:35         |
| 3. | «Hafssól (from Hvarf/Heim, 2007)»                         | The Sun’s Sea            | 8:28         |
| 4. | «All Alright (from Með suð í eyrum við spilum endalaust)» |                          | 5:41         |
| 5. | «Popplagið (from ())»                                     | The Pop Song             | 15:23        |
| 6. | «Lúppulagið (previously unreleased)»                      | The Loop Song            | 5:59         |

- *  Перевод на английский неофициальный.